# Нептунат(VI) трибария
Нептунат(VI) трибария — неорганическое соединение,
комплексный оксид нептуния и бария
с формулой Ba3NpO6,
кристаллы.

## Физические свойства
Нептунат(VI) трибария образует кристаллы
кубической сингонии,
псевдо-ГЦК,
параметры ячейки a = 0,8860 нм, Z = 4.